# Pogrom di Iași

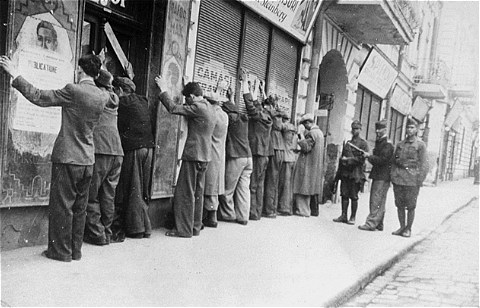
Ebrei arrestati dalle milizie rumene

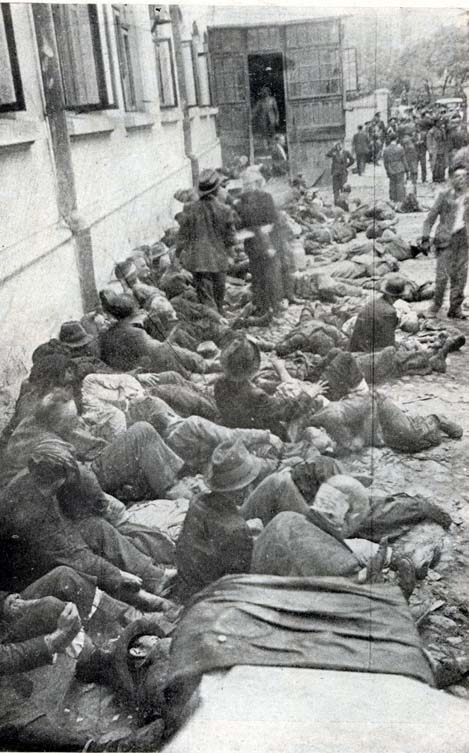
Ebrei arrestati

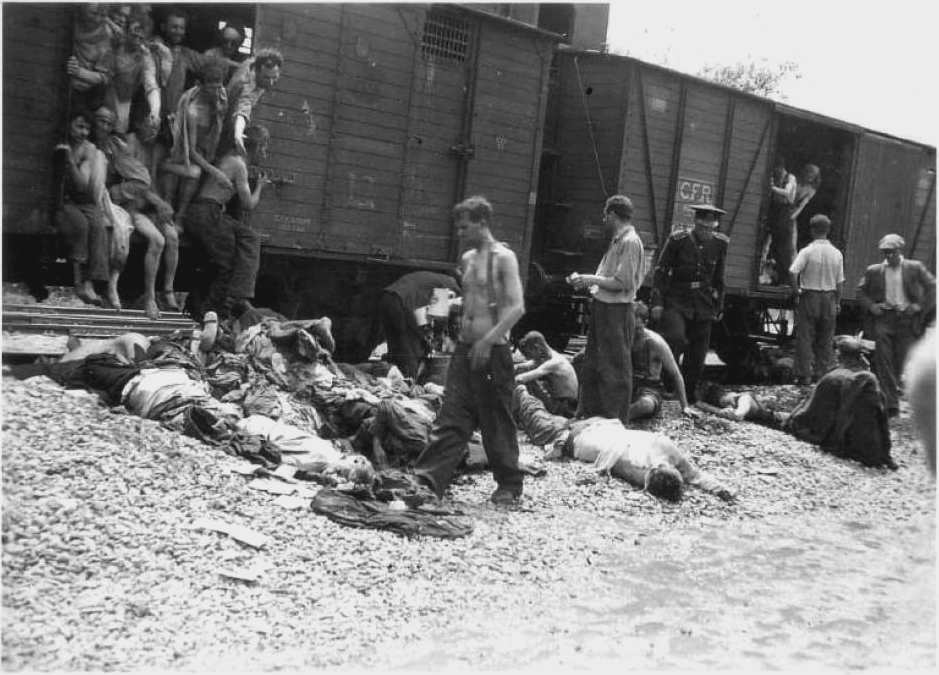
Cadaveri rimossi dal treno della morte

Il pogrom di Iași (Romania) del 28, 29 e 30 giugno 1941 fu uno dei più violenti pogròm della storia ebraica, scatenato dalle forze governative della città di Iași. In accordo con quanto accertato successivamente dalle autorità rumene, portò alla brutale uccisione di almeno 13.266 ebrei.

## Sfondo
La Romania fu alleata della Germania nazista durante la seconda guerra mondiale e ne riprese le politiche antisemite. Nel periodo compreso tra il 1941 e il 1942 vennero pubblicate sul Monitorul Oficial (gazzetta ufficiale rumena) 32 leggi, 31 decreti legge e 17 risoluzioni governative di stampo chiaramente antisemita. Inoltre, la Romania partecipò con la Germania all'invasione dell'Unione Sovietica.
Erano circolate voci, enfatizzate dalla stampa del regime, che affermavano che paracadutisti sovietici erano atterrati nelle vicinanze di Iași e che gli ebrei stavano collaborando con loro. La settimana precedente il pogròm i segnali divennero sempre più minacciosi: le case dei residenti cristiani vennero contrassegnate da croci, gli ebrei furono costretti a scavare grandi fosse nel cimitero e i soldati iniziarono a irrompere nelle case degli ebrei alla ricerca di "prove" del loro collaborazionismo con il nemico. Il 27 giugno le autorità accusarono ufficialmente la comunità ebraica di "sabotaggio" e fomentarono l'odio dell'esercito e della polizia insinuando che gli ebrei avevano attaccato i soldati per le strade.

## Pogrom
Secondo un rapporto commissionato successivamente ed accettato dal governo rumeno, la partecipazione al pogrom che seguì fu molto estesa:
()
Ben presto i soldati rumeni, la polizia e alcuni abitanti iniziarono il massacro degli ebrei, e almeno 8.000 di essi vennero uccisi nelle prime fasi del pogrom. Le autorità rumene arrestarono altri 5.000 ebrei e li indirizzarono verso la stazione ferroviaria, sparando a coloro che non si muovevano abbastanza velocemente e derubandoli di tutti i loro averi. Su ogni carro ferroviario vennero stipate oltre 100 persone, e molti morirono di sete, inedia e soffocati a bordo dei due treni che viaggiarono attraverso la campagna rumena per otto giorni. Il rapporto ufficiale recita:
()
La polizia rumena contò 1.258 corpi, ma è da considerare che migliaia di morti vennero gettati dal treno in marcia a Mircești, Roman, Săbăoani ed Inotești. Il treno della morte diretto a Podu Iloaiei (a 15 chilometri da Iași) alla partenza contava 2.700 ebrei, dei quali solo 700 arrivarono vivi. Nel rapporto ufficiale dell'epoca le autorità rumene riportarono che di 1.900 ebrei registrati a bordo del treno "solo" 1.194 erano morti.
Il numero totale delle vittime del pogrom di Iași è sconosciuto, ma dovrebbe superare 13.266 persone identificate dal governo rumeno ed avvicinarsi alle 15.000 reclamate dalla comunità ebraica di Iași.

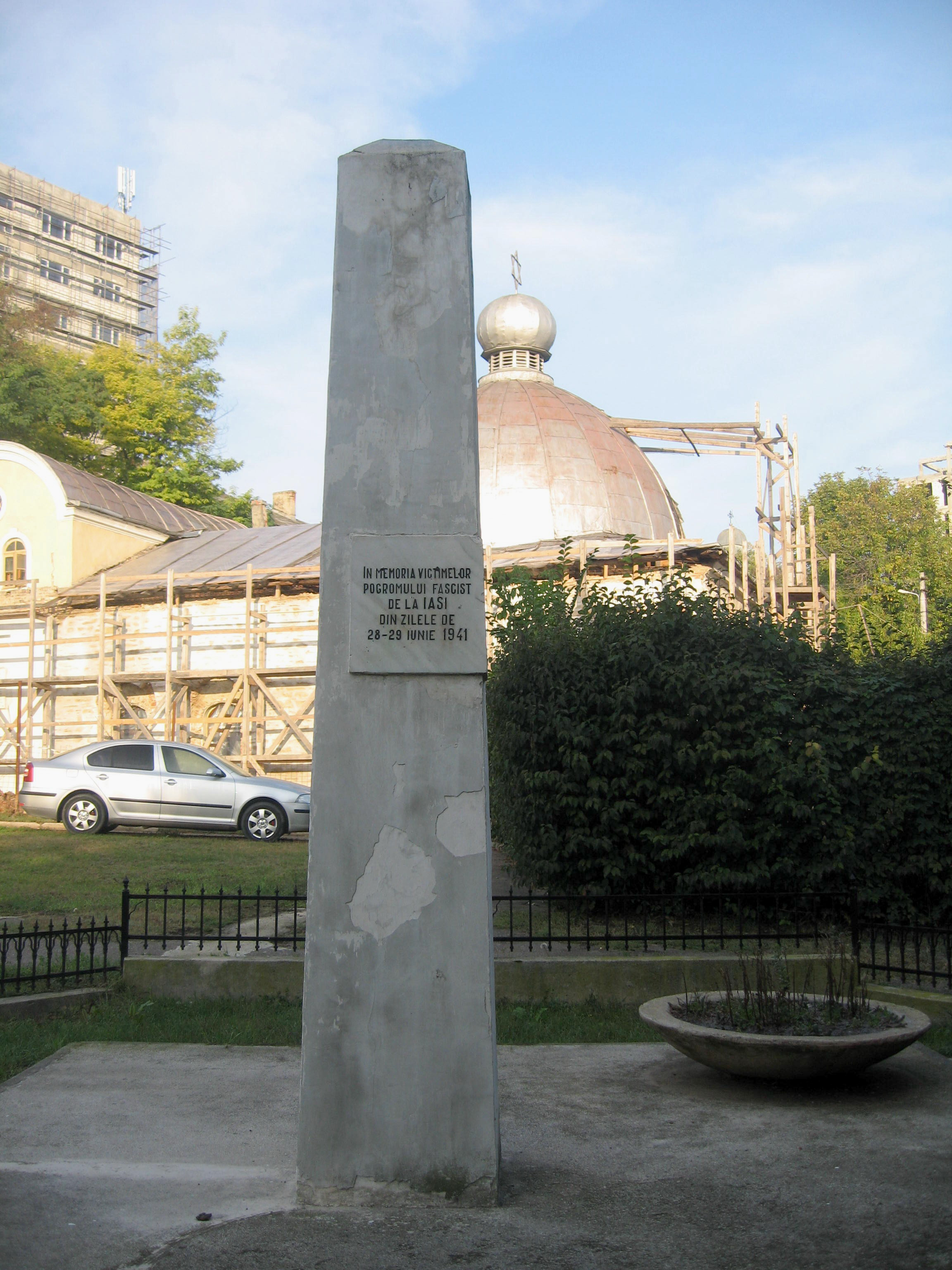
Il monumento del 1976

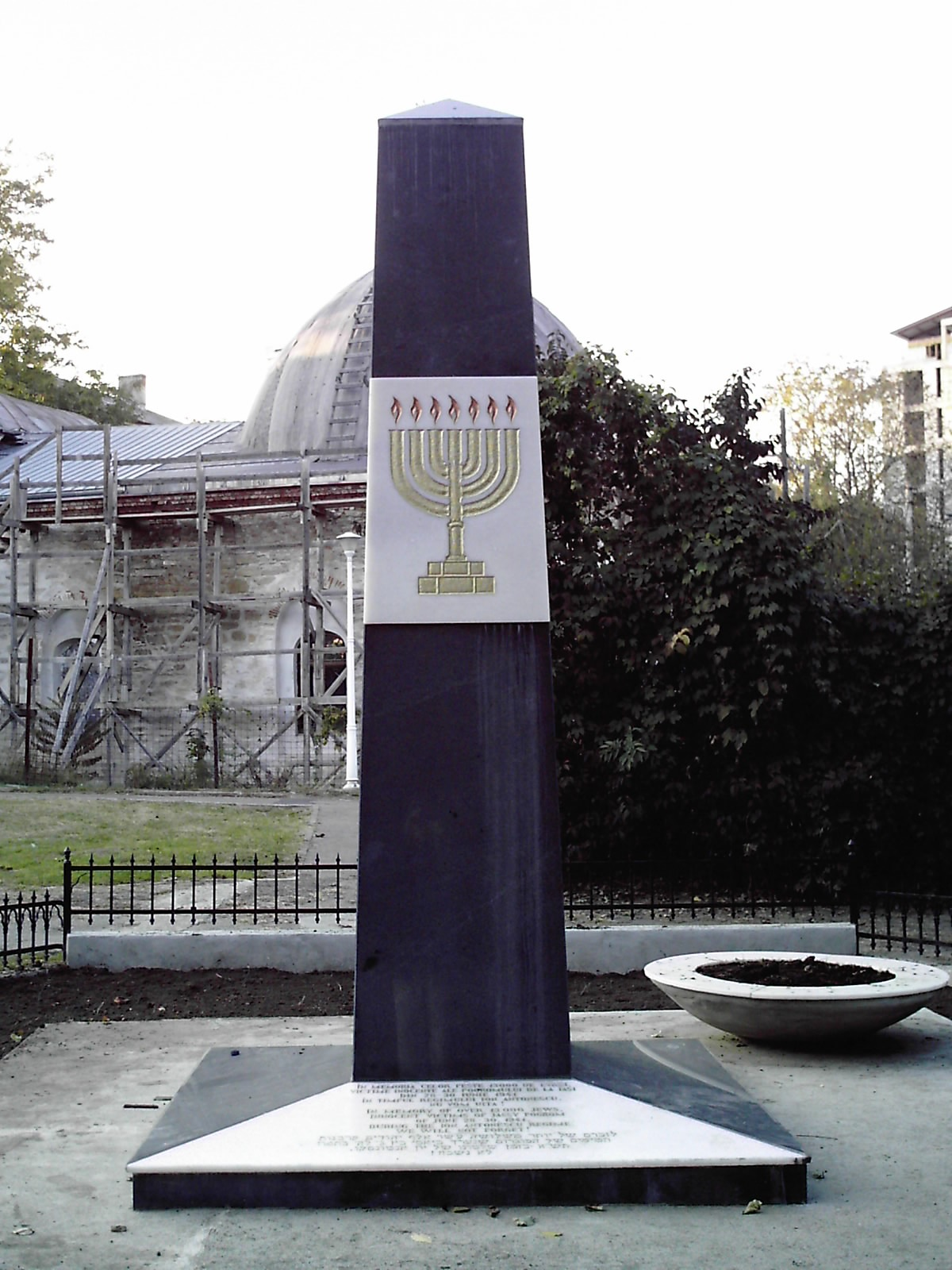
il nuovo monumento alla memoria delle vittime

## I memoriali del pogrom
Nel 1976 sul terreno davanti alla sinagoga grande di Iași fu eretto un monumento. Una lapide di marmo attaccato ad un obelisco portava l'iscrizione in rumeno: "In memoria delle vittime del pogrom fascista a Iasi del 28 e 29 giugno 1941."
Dopo la caduta del regime comunista il monumento fu rinnovato con una nuova iscrizione, in rumeno, inglese ed ebraico, che contestualizza la vicenda in modo più accurato: "In memoria degli oltre 13.000 ebrei, vittime innocenti del pogrom di Iași del 28-30 giugno 1941, durante il regime di Ion Antonescu. Noi non dimenticheremo!"